# Svenska kungafamiljen
Svenska kungafamiljen omfattar vissa nu levande personer som är släkt eller ingift släkt med Sveriges monark. Dagens kungafamilj tillhör ätten Bernadotte. Medlemmarna i det kungliga huset respektive den kungliga familjen redovisas varje år i hovkalendern.

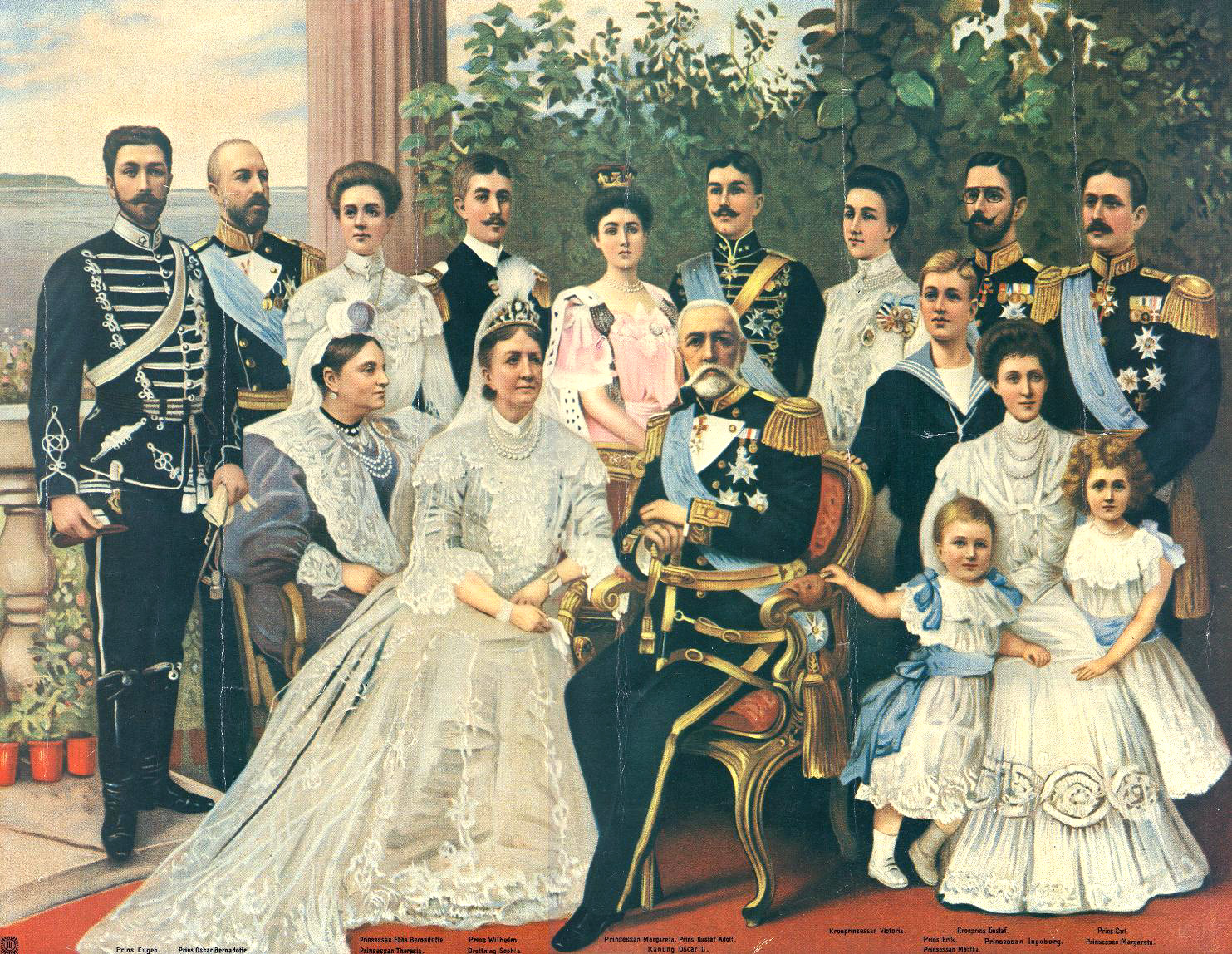
Svenska kungafamiljen på ett oljetryck med kung Oskar II år 1905.

## Historik
En svensk kungafamilj har kunnat identifieras ur historiska källor som befintlig så tidigt som under 900-talet, med tilltagande precision och detaljer under följande sekel. Alla tidigare kända medlemmar av kungahuset, som har skiftat mellan ett antal olika ätter, finns redovisade i en omfattande svensk och utländsk litteratur. Sedan 1818 är den svenska kungafamiljen en del av huset Bernadotte.

## Kungliga huset

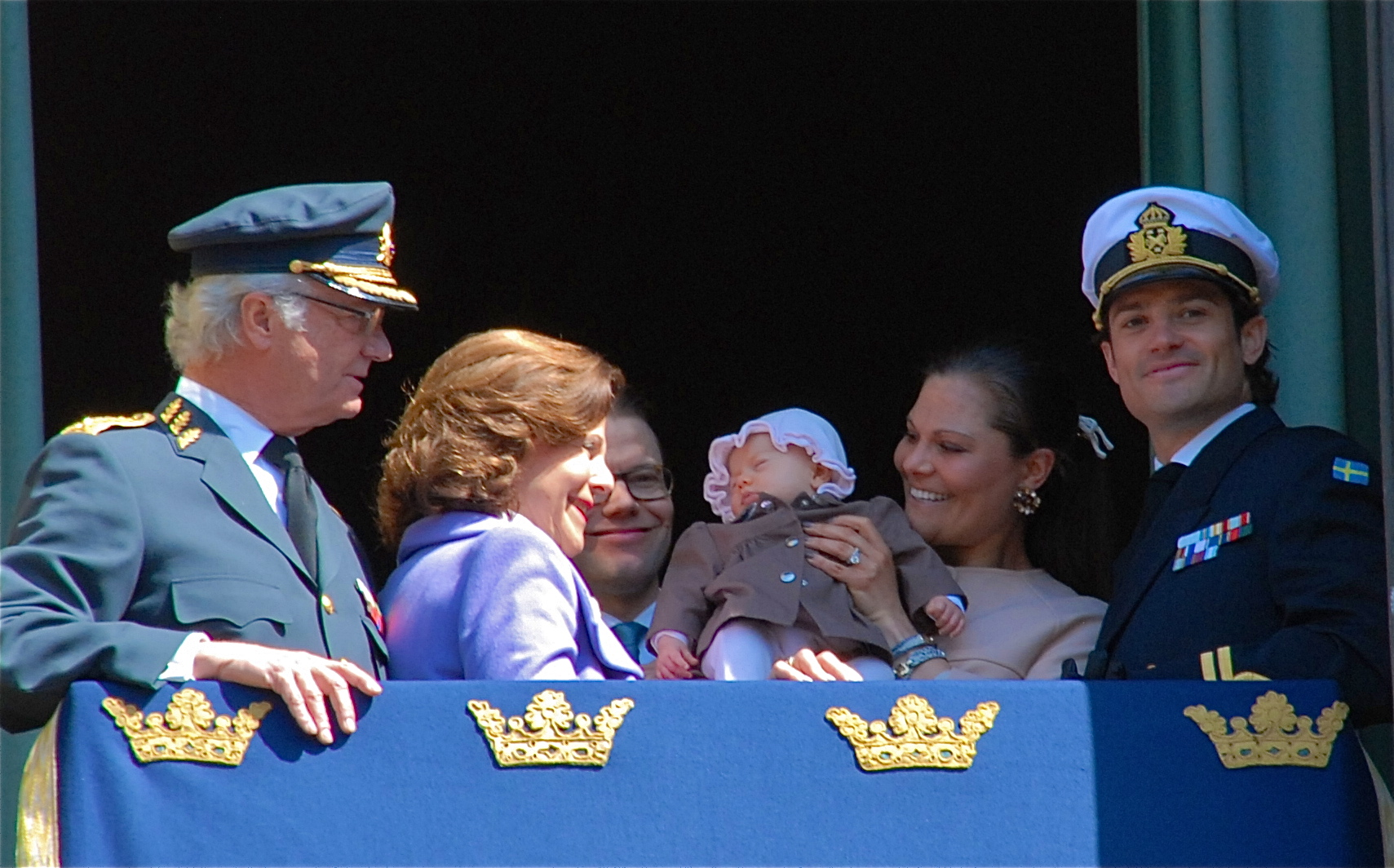
Medlemmar av kungafamiljen den 30 april 2012.

Kungliga huset, eller kungahuset, består av statschefen, vissa av de till tronen arvsberättigade prinsarna och prinsessorna, i vissa fall deras gemåler, vilka fötts och förblivit inom det kungliga huset, men enligt Successionsordningen saknar arvsrätt till tronen. De arvsberättigade medlemmarna omfattas av Regeringsformens och Successionsordningens bestämmelser om religion, godkända äktenskap och barnens uppväxt i Sverige, och de kan bära olika kungliga titlar.
Kungahusets medlemmar deltar i ett flertal evenemang och i olika sammanhang som representanter för Sverige och statschefen.
En person kan vara medlem i den kungliga familjen eller omfattas av Successionsordningen utan att vara medlem i det kungliga huset.

### Medlemmar
Medlemmar i det kungliga huset är sedan december 2024:
- Carl XVI Gustaf Folke Hubertus, Sveriges konung (sedan 15 september 1973), född den 30 april 1946. Gift den 19 juni 1976 med:
  - Silvia Renate, Sveriges drottning (sedan 19 juni 1976), född Sommerlath den 23 december 1943.
    - Deras barn:
      - Victoria Ingrid Alice Désirée, Sveriges kronprinsessa, hertiginna av Västergötland, född den 14 juli 1977. Gift den 19 juni 2010 med:
        - Olof Daniel, prins av Sverige, hertig av Västergötland, född Westling den 15 september 1973.
          - Deras dotter: Estelle Silvia Ewa Mary, prinsessa av Sverige, hertiginna av Östergötland, född 23 februari 2012.
          - Deras son: Oscar Carl Olof, prins av Sverige, hertig av Skåne, född 2 mars 2016.

      - Carl Philip Edmund Bertil, prins av Sverige, hertig av Värmland, född den 13 maj 1979. Gift den 13 juni 2015 med:
        - Sofia Kristina, prinsessa av Sverige, hertiginna av Värmland, född Hellqvist den 6 december 1984.
          - (Deras barn tillhör den kungliga familjen men, sedan oktober 2019, inte det kungliga huset.)

      - Madeleine Thérèse Amelie Josephine, prinsessa av Sverige, hertiginna av Hälsingland och Gästrikland, född den 10 juni 1982.
        - (Madeleines make Christopher O'Neill tillhör inte det kungliga huset)
          - (Deras barn tillhör den kungliga familjen men, sedan oktober 2019, inte det kungliga huset.)

### Heraldiska vapen
Kungens vapen är även Sveriges stora riksvapen. I mitten av riksvapnet finns en hjärtsköld med Bernadottes vapen som byts ut till den regerande dynastins vapen vid behov. Även drottningens vapen är stora riksvapnet men på oval sköld och med hjärtskölden utbytt mot hennes privata vapen. Det togs fram i samband med giftermålet mellan henne och kungen, och har blasoneringen Sköld kluven i rött och guld vari en lilja av motsatta tinkturer.
| Kungaparets vapen - Kung Carl XVI Gustafs vapen (stora riksvapnet) - Drottning Silvias vapen |

Även prins- och prinsessvapnen är baserade på stora riksvapnet, med hjärtsköld som har det privata vapnet. I vapnets tredje fält finns landskapsvapnet för det/de landskap som tjänar som titulärhertigdöme. Kronprinsens eller kronprinsessans vapen kröns av den heraldiska tronföljarkronan. Prinsars och prinsessors vapen kröns av en heraldisk prinskrona. Prins Daniels vapen togs fram i samband med giftermålet med kronprinsessan Victoria. Det är inspirerat av hans hemkommuns, Ockelbos, vapen med hammare och grankvist. Om prins- och prinsessvapnen avbildas med vapenmantel är denna blå.

## Kungliga familjen

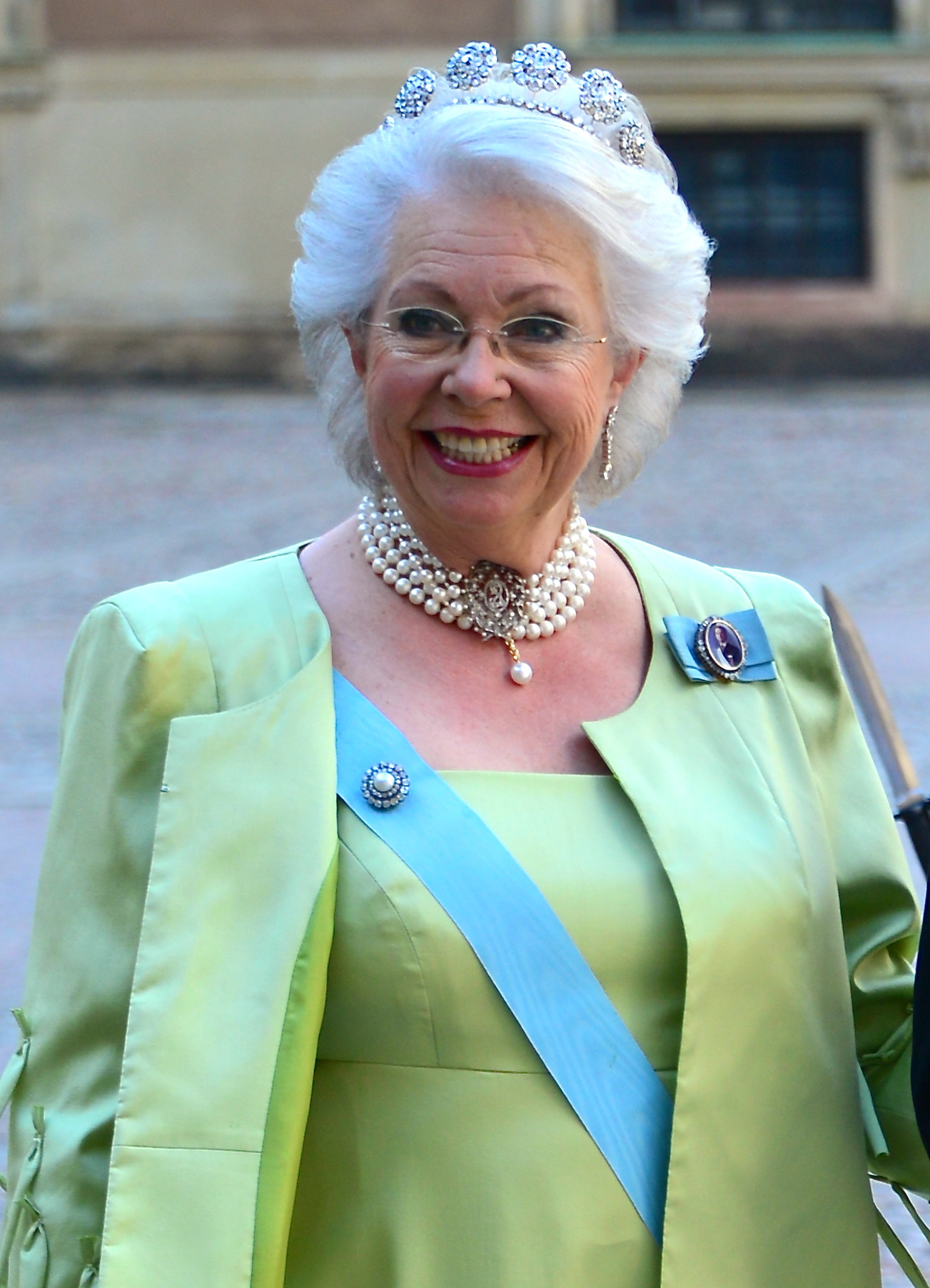
Prinsessan Christina, fru Magnuson ingår i den svenska kungliga familjen, men inte i kungahuset.

I den kungliga familjen ingår (utöver kungahuset) de medlemmar av släkten Bernadotte som fötts inom det kungliga huset, men inte längre ingår i detta.

### Medlemmar
Medlemmar i den kungliga familjen är sedan maj 2025:
- Kungliga huset.
- De av kungens barnbarn som inte ingår i Kungliga huset:
  - Barn till prins Carl Philip och hans maka Sofia
    - Alexander Erik Hubertus Bertil, prins av Sverige, hertig av Södermanland, född 19 april 2016.
    - Gabriel Carl Walther, prins av Sverige, hertig av Dalarna, född 31 augusti 2017.
    - Julian Herbert Folke, prins av Sverige, hertig av Halland, född 26 mars 2021.
    - Ines Marie Lilian Silvia, prinsessa av Sverige, hertiginna av Västerbotten, född 7 februari 2025.

  - Barn till prinsessan Madeleine och hennes make Christopher O'Neill
    - Leonore Lilian Maria, prinsessa av Sverige, hertiginna av Gotland, född 20 februari 2014.
    - Nicolas Paul Gustaf, prins av Sverige, hertig av Ångermanland, född den 15 juni 2015.
    - Adrienne Josephine Alice, prinsessa av Sverige, hertiginna av Blekinge, född den 9 mars 2018.

- Kungens systrar, som efter sina giftermål fått hederstiteln prinsessa, men utan epitetet Kunglig Höghet:
  - Margaretha Désirée Victoria (prinsessan Margaretha, fru Ambler), född Sveriges prinsessa den 31 oktober 1934.
  - Désirée Elisabeth Sibylla (prinsessan Désirée, friherrinnan Silfverschiöld), född Sveriges prinsessa den 2 juni 1938.
  - Christina Louise Helena (prinsessan Christina, fru Magnuson), född Sveriges prinsessa den 3 augusti 1943. Gift den 15 juni 1974 med:
    - Generalkonsul Tord Magnuson, född 7 april 1941.

### Ej medlemmar
Christopher O'Neill, prinsessan Madeleines make, ingår inte i begreppet "Kungliga familjen" så som hovet har definierat det.